# Mount Olive, North Carolina
Mount Olive är en kommun (town) i Duplin County, och i Wayne County, i North Carolina. Vid 2010 års folkräkning hade Mount Olive 4 589 invånare.